# Eugeniusz Waniek

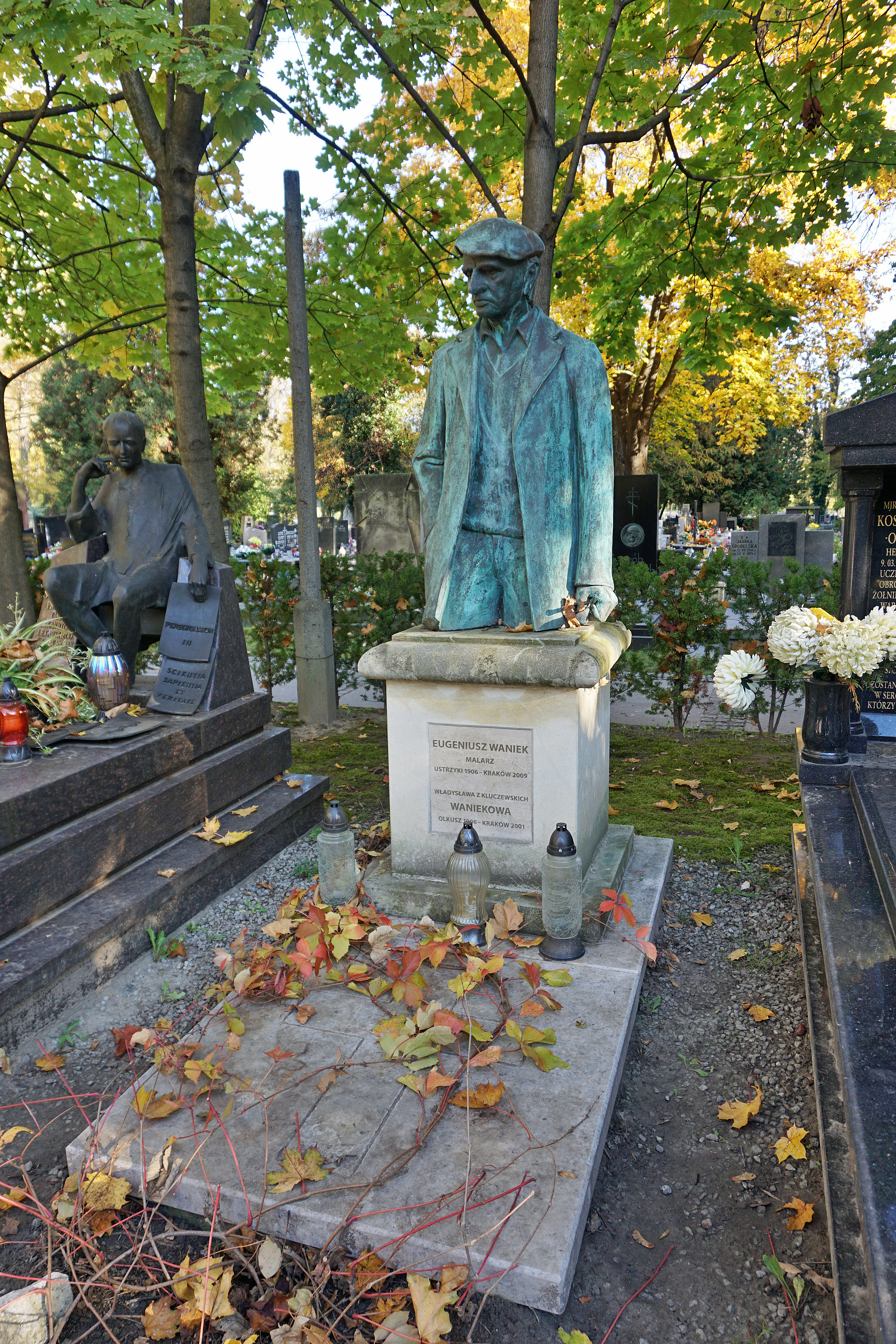
Grób artysty na cmentarzu Rakowickim w Krakowie

Eugeniusz Stefan Waniek (ur. 28 października 1906 w Ustrzykach Dolnych, zm. 19 kwietnia 2009 w Krakowie) – polski malarz, grafik, rysownik, scenograf i pedagog.

## Życiorys
Dzieciństwo i młodość spędził w Ustrzykach Dolnych. Ukończył gimnazjum we Lwowie, po czym od 1926 r. studiował na Akademii Sztuk Pięknych w Krakowie, w pracowniach Władysława Jarockiego, Teodora Axentowicza, Fryderyka Pautscha i Karola Frycza. Należał do grupy formistów polskich. W trakcie studiów związał się z Grupą Krakowską, z którą występował w 1934 r. w Krzemieńcu (był ostatnim żyjącym członkiem tej grupy). Wówczas jego prace wysoko oceniał teoretyk sztuki i malarz Leon Chwistek. W drugiej połowie lat trzydziestych XX w. zajmował się wykonywaniem polichromii (m.in. w kościołach w Turku, Biechowie i Bielsku) oraz dekoracją wnętrz.
II wojnę światową spędził w Ustrzykach Dolnych. Był żołnierzem Armii Krajowej pod pseudonimem „Baśka”. Trudne wojenne doświadczenia ziemi ustrzyckiej przelewał na płótno. Przedstawił na swoich obrazach m.in. wywózkę ludności polskiej do Kazachstanu, zagładę miejscowych Żydów oraz zbrodnie UPA.
Po wojnie wrócił do Krakowa. Od 1946 r. był pedagogiem Liceum Sztuk Plastycznych w Krakowie, a w latach 1950–1977 wykładowcą w Akademii Sztuk Pięknych na Wydziale Malarstwa i Grafiki, gdzie uzyskał tytuł naukowy profesora. W 1977 r. przeszedł na emeryturę. Później zajmował się doradztwem artystycznym oraz indywidualną pracą ze studentami. Jeszcze w roku 2004 odkrył istotne materiały rzucające nowe światło na przebieg potyczki na polanie Huciska.
Tworzył zarówno w stylu racjonalistycznym, jak i kubistycznym. Miał kilkadziesiąt wystaw w Polsce i za granicą. Jego prace znajdują się m.in. w zbiorach Muzeum Narodowego w Krakowie, Muzeum Narodowego w Warszawie, Muzeum Narodowego w Poznaniu, Muzeum Sztuki w Łodzi oraz Biblioteki Narodowej w Warszawie. Jego ostatnią pracą była wystawa Mój Kraków z wiosny 2008 r. stworzona wspólnie z fotografik Agatą Koszczan.
Za zasługi dla sztuki i kraju został odznaczony Krzyżem Kawalerskim Orderu Odrodzenia Polski (2006), Złotym Krzyżem Zasługi, Złotym Medalem „Zasłużony Kulturze Gloria Artis” (2006) oraz medalem Cracoviae Merenti. Był honorowym obywatelem Ustrzyk Dolnych. Został pochowany w alei zasłużonych krakowskiego cmentarza Rakowickiego (kwatera LXIX pas B-1-5).

## Upamiętnienie
Od 28 maja 2010 r. Eugeniusz Waniek jest patronem Powiatowej i Miejskiej Biblioteki Publicznej w Ustrzykach Dolnych. Jego wizerunek odsłonięto na południowej ścianie gmachu.